# Acido perclorico
L'acido perclorico è l'ossiacido del cloro eptavalente in stato di ossidazione +7, avente formula molecolare convenzionale HClO4 e formula semistrutturale HO–Cl(=O)3. È un acido monoprotico estremamente forte, altamente corrosivo e, in soluzione concentrata e specialmente a caldo, fortemente ossidante. Tra gli acidi ossigenati del cloro è quello più forte ed anche quello relativamente più stabile. A temperatura ambiente si presenta come un liquido incolore, mobile, piuttosto denso, dall'odore pungente; è molto igroscopico, completamente miscibile con l'acqua, dove si scioglie con svolgimento di calore.
Il contatto del liquido puro con solventi o sostanze organici è fortemente sconsigliabile per pericolo di esplosione.
A notevole differenza dagli altri acidi ossigenati del cloro (HClO, HClO2 e HClO3), l'acido perclorico è ottenibile come liquido puro, e non solo come soluzione acquosa, sebbene allo stato puro sia piuttosto instabile e alquanto critico riguardo alle cautele richieste per maneggiarlo. Il liquido può anche essere disidratato per ottenere la corrispondente anidride perclorica [(O=)3Cl–O−Cl(=O)3], che è un liquido oleoso incolore di consistenza oleosa; come disidratante si può usare l'anidride fosforica (P4O10), estremamente avida di acqua:
2 HClO4 + P4O10   →   Cl2O7 + H2P4O11

## Struttura molecolare
Nella molecola l'atomo di cloro, ibridato sp3, è al centro di un tetraedro distorto formato dai quattro atomi di ossigeno, uno dei quali, quello legato all'atomo di idrogeno, è legato ad esso da un legame semplice (163,5 pm), mentre gli altri tre da legami doppi, più corti (140,8 pm). Ciascuno dei tre angoli O=Cl=O (112,8°) è maggiore dell'angolo tetraedrico (109,5°), mentre l'angolo O=Cl–OH, di 105,8°, ne è un po' minore. Questo accade perché, dato che la densità elettronica in un doppio legame è maggiore che in un legame semplice, la richiesta di spazio angolare del doppio legame è un po' maggiore di quella del legame semplice, in accordo alle previsioni del modello VSEPR. Questo andamento risulta verificato anche nel fosgene, nell'acetone e nell'etene.
La simmetria della molecola è Cs, il suo momento dipolare è notevole, pari a 2,170 D, ben superiore a quello dell'acqua (1,86 D).
Nello ione perclorato (ClO4–), la sua base coniugata,  le lunghezze dei legami sono tutte uguali a 144 pm, un valore intermedio tra lunghezza del legame singolo e quella del doppio e gli angoli, tutti uguali, hanno il valore tetraedrico esatto di 109,5°. Lo ione perclorato ha quindi perfetta simmetria tetraedrica (Td), come pure gli anioni isoelettronici solfato e fosfato.

## Proprietà
L'acido perclorico è un composto la cui formazione dagli elementi è pressoché termoneutra, il suo ΔHƒ° è riportato essere -2,5 kJ/mol. A temperatura ambiente HClO4 si presenta come un liquido mobile e incolore, che fuma all'aria, denso (d = 1,761 g/mL), fortemente igroscopico e sensibile agli urti (pericolo di esplosione); quando riscaldato con molta cautela, bolle a 130 °C. Il liquido ha un'alta costante dielettrica, il valore stimato è εr ≈ 115 (78 per l'acqua).
L'acido allo stato puro è un fortissimo ossidante, il contatto con solventi organici o comunque sostanze combustibili o facilmente ossidabili può innescare esplosioni. Mentre le sue soluzioni acquose diluite e a freddo non pongono particolari cautele, il suo potere ossidante e i pericoli di esplosione aumentano rapidamente con la concentrazione e con la temperatura.
L'acido più simile al perclorico in quanto a struttura molecolare e forza acida è l'acido perbromico HBrO4, isoelettronico di valenza; in effetti, l'unica importante differenza è nel potere ossidante: quello del perbromico è molto maggiore: E°(ClO4– / ClO3–) = 1,20 V, E°(BrO4– / BrO3–) = 1,85 V.

## Reattività
Con l'acqua HClO4 forma un azeotropo che bolle a 203 ºC in cui è presente in ragione del 71,6%, corrispondente al suo diidrato (HClO4·2 H2O). Le sue soluzioni acquose a concentrazioni superiori al 72% sono instabili e hanno tendenza ad esplodere; è per questo motivo che è difficile da ottenere puro e viene pertanto commercializzato in forma di soluzione acquosa concentrata fino al 70%. Infatti, nelle soluzioni a concentrazioni maggiori del 70% ha lentamente luogo una parziale disidratazione con conseguente formazione di anidride perclorica Cl2O7, in seguito alla quale può verificarsi pericolo di esplosione:
3 HClO4 ⇌ [H3O]+(sol) + [ClO4]−(sol) + Cl2O7  [La costante di questo equilibrio è K = 0,68×10−6 a 25 °C]
L'acido perclorico e i perclorati alcalini in soluzione di acido fluoridrico liquido reagiscono con il pentafluoruro di antimonio (forte acido di Lewis che cattura ioni fluoruro) per dare il fluoruro di perclorile F−Cl(=O)3, che è il fluoruro acido dell'acido perclorico e che in questa reazione si sviluppa come gas incolore:
ClO4− + 2 SbF5 + 3 HF   →   FClO3 ↑ +  H3O+ + 2 SbF6−
Gli esteri dell'acido perclorico, i perclorati organici, sono composti in cui l'atomo di idrogeno acido di H−OClO3 è sostituito da un residuo organico R (alchilico o arilico), la cui formula generale è quindi RClO4, o anche R−OClO3. I perclorati alchilici, si possono preparare, usando estrema cautela, ad esempio con la reazione dei corrispondenti ioduri alchilici in soluzione di pentano con il perclorato di argento anidro (in sospensione):
R−I + AgClO4   →   R−OClO3 +  AgI ↓
Sono degli agenti alchilanti molto reattivi, come il perclorato di metile [CH3−O−Cl(=O)3], che è un metilante potente in forma di un liquido incolore molto volatile e tossico.
Le ammidi dell'acido perclorico possono essere ottenute facendo reagire l'anidride perclorica in soluzione di tetracloruro di carbonio con le ammine desiderate (fino a quelle secondarie):
2 RNH2 + Cl2O7   →   2 RNH−ClO3 +  H2O
2 R2NH + Cl2O7   →   2 R2N−ClO3 +  H2O
Le ammidi derivanti da ammine primarie, che quindi conservano un idrogeno, sono composti acidi e reagiscono con idrossido di sodio dando i rispettivi composti salini. La perclorammide H2N−ClO3 derivante dall'ammoniaca è stata preparata attraverso l'ammonolisi del fluoruro di perclorile, sotto forma del relativo sale di ammonio ([NH4]+[HNClO3]−); quando quest'ultimo viene poi trattato con soluzioni concentrate di KOH anche l'ultimo idrogeno acido del gruppo ammidico viene perso e si ottiene come precipitato il sale dipotassico della perclorammide (K2N−ClO3).
Le soluzioni concentrate di acido perclorico liberano vapori corrosivi; vanno pertanto manipolate sotto cappa con estrema cautela.

### Forza dell'acido
L'acido perclorico è uno degli acidi ossigenati semplici più forti: il valore stimato della sua H0 è < -15 ed è quindi più forte dell'acido solforico puro (H0 = -12), il che lo qualifica come superacido;  in soluzione acquosa risulta perciò completamente dissociato, il suo pKa è stimato essere ≈ -10:
HClO4 + H2O   →   ClO4− + H3O+
Il suo sale di idrossonio [H3O+][ClO–4] è stabile e si presenta come un composto cristallino incolore isolabile. L'acido perclorico, sciolto in acido solforico, si comporta in esso da acido debolissimo formando in minutissima concentrazione lo ione H3SO4+:
HClO4 + H2SO4   ⇌   ClO4− + H3SO4+
Nelle sue soluzioni acquose l'acido perclorico, come per altri acidi forti, è presente come ioni solvatati [H3O]+ e [ClO4]–.
In fase gassosa
In fase gassosa, l'entalpia di deprotonazione di HClO4, che è una misura della sua forza acida intrinseca, è riportata essere ΔHr° = 1.255 ± 24 kJ/mol. Questo valore è minore (indicando ciò forza acida maggiore) di quelli degli idracidi HCl (~1.395), HBr (~1.354) e HI (~1.315), ma anche di quelli degli ossiacidi forti, come H2SO4 (~1.295), HNO3 (~1.358) e HClO3 (~1.310), tra i più comuni.

## Produzione ed usi
L'acido perclorico si ottiene per reazione di un acido forte quale l'acido solforico con il perclorato di potassio KClO4, il quale è a sua volta ottenuto per riscaldamento del clorato di potassio KClO3. Tuttavia questa reazione è molto pericolosa e può diventare esplosiva se non si utilizzano le precauzioni necessarie. Un'altra via senza l'uso di sali consiste nell'ossidazione anodica di cloro acquoso su elettrodo di platino. L'acido perclorico anidro si può poi ottenere, se serve, dal suo azeotropo con l'acqua distillando a pressione ridotta (p < 1 mmHg,130 Pa) in presenza di acido solforico fumante (H2SO4/SO3).
I sali dell'acido perclorico, per via del loro potere ossidante e del contenuto di ossigeno, trovano impiego come componenti in miscele pirotecniche (principalmente il perclorato di potassio) e come comburenti in propellenti per razzi (principalmente il perclorato di ammonio).
In chimica viene usato in soluzione 0,1 M in acido acetico per titolare basi deboli o basi organiche insolubili in acqua.